# HK SL6
Das H&K SL6 ist eine zivile Trainingswaffe für Reservisten des deutschen Herstellers Heckler & Koch im Kaliber 5,56 × 45 mm. Im Gegensatz zum Gewehr G3 wurde es mit einem Holzschaft mit Metallschaftkappe ausgestattet.
Es ist mit einer Sicherung ausgestattet und nur für Einzelfeuer eingerichtet. Der von Ludwig Vorgrimler entwickelte beweglich abgestützte Rollenverschluss sorgt für ein rückstoßarmes Schießen. Für die schnelle Montage und Demontage eines Zielfernrohres bietet Heckler & Koch eine Spannmontage an. Die Wettkampfwaffe schießt mit entsprechender Munition Streukreise von 20 bis 30 mm auf 100 m Entfernung.

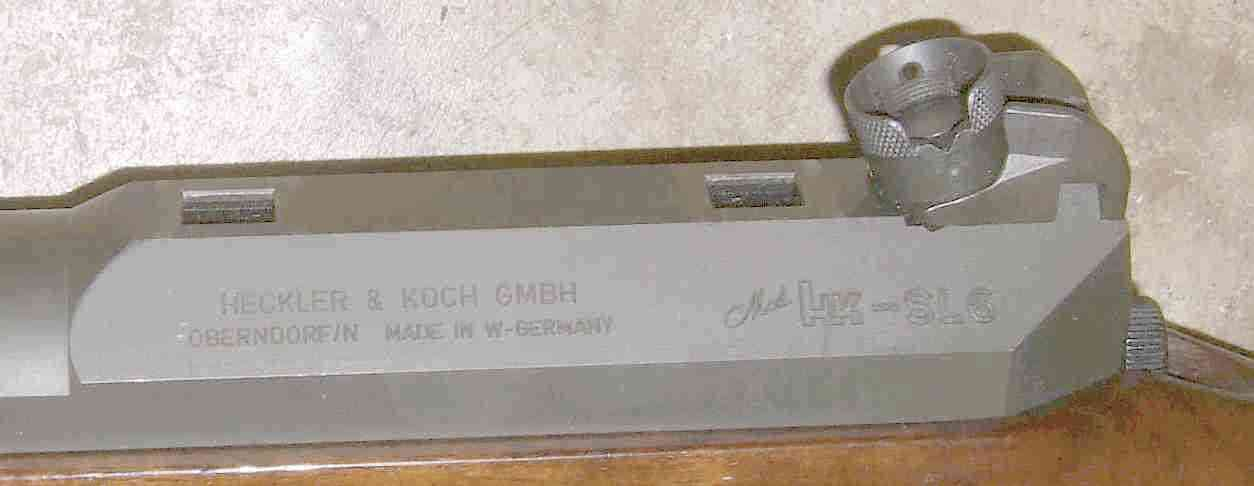
Heckler & Koch SL6 – Schriftzug mit Visierung

Für den Exportmarkt wurde die Waffe auch als SL 6 A2 mit Mündungsfeuerdämpfer und Wahlhebel für 2-Schuss-Feuerstöße produziert.
Es gab auch eine Version als jagdliche Selbstladebüchse, die HK 630 in .223 Remington, die allerdings mit gezogenem Lauf statt Polygonlauf und mit Perlkorn statt Ringkorn ausgestattet war. Weitere verfügbare jagdliche Versionen waren die Modelle HK 770 in .308 Winchester (in Entsprechung zur HK SL7) und HK 940 in .30-06 Springfield.